# Palacio Papadopoli
El palacio Papadopoli, también llamado palacio Coccina Tiepolo Papadopoli, es un edificio notable italiano del sestiere de San Polo en Venecia, frente al Gran Canal, entre el Palacio Giustinian Businello y el Palacio Donà a Sant'Aponal.

## Historia
El palacio fue encargado a mediados del siglo XVI por la familia Coccina al arquitecto Giangiacomo dei Grigi, completándose en 1570.
Después de haber sido la morada de los Coccina, en 1748, la construcción pasó a manos del duque de Módena Francesco d'Este y después a la familia Tiepolo. En 1745, el palacio y la colección de pintura que albergaba se vendió al príncipe elector de Sajonia. Las pinturas se encuentran actualmente en la Galería de Pinturas de los Maestros Antiguos de Dresde. En el siglo XVIII, las plantas nobles fueron redecoradas con frescos de Giovanni Domenico Tiepolo. 
A lo largo del siglo XIX, el edificio ha tenido diferentes propietarios, como Valentino Comello, que lo compró en 1837 o Bartholomäus von Stürmer, general y diplomático austriaco. En 1864 fue adquirido por los ricos banqueros y condes de origen griego Niccolò y Angelo Papadopoli. Este último adquirió terrenos adyacentes para crear el gran jardín hacial el Canal. Entre 1874-1875, el arquitecto Girolamo Levi, junto con el anticuario Michelangelo Guggenheim, encargado de la decoración y el pintor Cesare Rotta, realizaron una reforma en estilo neoclásico con gusto Rococó. En 1922, la propiedad pasó por herencia a la familia de Arrivabene Valenti Gonzaga. El palacio se transformó en un hotel de lujo, inaugurado en 2013.

## Descripción
El edificio, en forma de "L", dispone de tres plantas, que incluyen entresuelos en la primera altura y en el ático. La fachada es simétrica y presenta tres niveles bien diferenciados por medio de dos cornisas marcaplantas. Se trata de una de las fachadas más equilibradas del Gran Canal, en la que destaca la decoración en piedra de Istria.
Al nivel del agua está dispuesto un gran portal en arco de medio punto con dos pares de monóforas rectangulares superpuesta a cada lado. Las dos plantas nobles, en consonancia con el portal, están dotadas de serlianas con balaustrada.
Destacan los dos escudos en relieve que decoran la primera planta y los obeliscos que coronan el techo, peculiaridad esta última compartida con los palacios Belloni Battagia y Giustinian Lolin.